# Михаликова, Тереза
Тереза Михаликова (англ. Tereza Mihalíková; род. 2 июня 1998, Топольчани, Нитранский край) — словацкая теннисистка. Победительница двух турниров WTA в парном разряде; финалистка Кубка Билли Джин Кинг (2024) в составе сборной Словакии.
В юниорах: победительница одного юниорского турниров Большого шлема в одиночном разряде (Открытый чемпионат Австралии-2015) и одного в парном разряде Открытый чемпионат Австралии-2016); финалистка одного юниорского турнира Большого шлема в одиночном разряде (Открытый чемпионат Австралии-2016) и двух в парном разряде (Открытый чемпионат США-2014, Уимблдонский турнир-2015); бывшая четвёртая ракетка мира в юниорском рейтинге ITF (2015).

## Спортивная карьера
В 2015—2018 годах стала победительницей восьми турниров ITF в одиночном разряде.
В 2016—2023 годах стала победительницей ещё двадцати турниров ITF в парном разряде.

### 2024—2025
В начале июня 2024 года вместе с чешской тенниской Линдой Носковой дошла до второго раунда парного разряда Открытого чемпионата Франции, где она проиграла Лауре Зигемунд и Барборе Крейчиковой со счётом 6-3, 2-6, 2-6.
В середине июня 2024 года вместе с британской тенниской Оливией Николлс стала финалисткой в парном разряде турнира в Хертогенбосе (Нидерланды), где они в финале проиграли Ингрид Нил и Бибиане Схофс со счётом 6-7, 3-6.
В марте 2025 года вместе с британской тенниской Оливией Николлс стала финалисткой в парном разряде турнира категории WTA 1000 Индиан-Уэлсе (США), где они в финале проиграли паре Эйжа Мухаммад и Деми Схюрс со счётом 2-6, 6-7(4).

## Итоговое место в рейтинге WTA по годам
| Год  | Одиночный рейтинг | Парный рейтинг |
| 2024 |                   | 42             |
| 2023 | 1057              | 54             |
| 2022 | 984               | 48             |
| 2021 | 617               | 109            |
| 2020 | 559               | 190            |
| 2019 | 426               | 207            |
| 2018 | 397               | 206            |
| 2017 | 461               | 366            |
| 2016 | 438               | 251            |
| 2015 | 554               | 546            |

## Выступления на турнирах

### Финалы турнировWTAв парном разряде (7)

#### Победы (2)
| Легенда:                    |
| --------------------------- |
| Турниры Большого шлема (0)* |
| Олимпиада (0)               |
| Итоговый турнир WTA (0)     |
| WTA 1000 (0)                |
| WTA 500 (0+1)               |
| WTA 250 (0+1)               |

| Титулы по покрытиям | Титулы по месту проведения матчей турнира |
| ------------------- | ----------------------------------------- |
| Хард (0+1)*         | Зал (0)                                   |
| Грунт (0)           | Зал (0)                                   |
| Трава (0+1)         | Открытый воздух (0+2)                     |
| Ковёр (0)           | Открытый воздух (0+2)                     |

* количество побед в одиночном разряде + количество побед в парном разряде.
| №  | Год              | Турнир             | Покрытие | Партнёр        | Соперницы в финале                         | Счёт            |
| 1. | 19 сентября 2021 | Порторож, Словения | Хард     | Анна Калинская | Александра Крунич Лесли Паттинама Керкхове | 4-6 6-2 [12-10] |
| 2. | 22 июня 2025     | Берлин, Германия   | Трава    | Оливия Николлс | Жасмин Паолини Сара Эррани                 | 4-6 6-2 [10-6]  |

#### Поражения (5)
| №  | Дата             | Турнир                      | Покрытие   | Партнёрша           | Соперницы в финале             | Счёт       |
| 1. | 18 сентября 2022 | Порторож, Словения          | Хард       | Кристина Букша      | Марта Костюк Тереза Мартинцова | 4-6 0-6    |
| 2. | 17 июня 2023     | Хертогенбос, Нидерланды     | Трава      | Виктория Грунчакова | Сюко Аояма Эна Сибахара        | 3-6 3-6    |
| 3. | 11 февраля 2024  | Клуж-Напока, Румыния        | Хард (зал) | Хэрриет Дарт        | Кэти Макнэлли Эйжа Мухаммад    | 3-6 4-6    |
| 4. | 16 июня 2024     | Хертогенбос, Нидерланды (2) | Трава      | Оливия Николлс      | Ингрид Нил Бибиана Схофс       | 6-7(6) 3-6 |
| 5. | 15 марта 2025    | Индиан-Уэлс, США            | Хард       | Оливия Николлс      | Эйжа Мухаммад Деми Схюрс       | 2-6 6-7(4) |

### Финалы командных турниров (1)

#### Поражение (1)
| №  | Год  | Турнир                | Место проведения | Покрытие   | Команда                                                                     | Соперницы в финале                                                     | Счёт |
| -- | ---- | --------------------- | ---------------- | ---------- | --------------------------------------------------------------------------- | ---------------------------------------------------------------------- | ---- |
| 1. | 2024 | Кубок Билли Джин Кинг | Малага, Испания  | Хард (зал) | Словакия В.Грунчакова, Т. Михаликова, А. Шмидлова, Р. Шрамкова, Р. Ямрихова | Италия Л. Бронцетти, Э. Коччаретто, Ж. Паолини, М. Тревизан, С. Эррани | 0-2  |